# جوني هانسن (لاعب كرة قدم نرويجي)
جوني هانسن (12 يناير 1981 بكريستيانسوند في النرويج - ) هو لاعب كرة قدم نرويجي في مركز الوسط. لعب مع نادي أوليسوند ونادي شايد ونادي مولده وStrømmen IF ‏ وIF Fram Larvik ‏ وKristiansund FK ‏.